# Otto Ogiermann
Otto Ogiermann SJ (* 14. Februar 1912 in Paruschowitz, Kreis Rybnik, Oberschlesien; † 28. Oktober 2005 in Berlin-Kladow) war ein deutscher römisch-katholischer Ordenspriester, Zeithistoriker und Autor.

## Leben
Otto Ogiermann besuchte zunächst die Volksschule in Rybnik. Nachdem die Familie wegen der Teilung Oberschlesiens den polnisch gewordenen Teil verlassen hatte, wuchs er in Ratibor auf. Hier besuchte er das Realgymnasium, schloss sich dem Bund Neudeutschland an und legte 1932 das Abitur ab. Im selben Jahr trat er in Mittelsteine in der Grafschaft Glatz in das Noviziat des Jesuitenordens ein. Er studierte bis 1937 an der Jesuitenhochschule in Pullach im Isartal Philosophie und war anschließend als Erzieher in Breslau tätig.
Im Mai 1940 wurde er als Sanitätssoldat zur Wehrmacht einberufen und war an der West- wie an der Ostfront eingesetzt. Wie die meisten Jesuiten wurde er bereits 1941 aus dem aktiven Wehrdienst entlassen. Er studierte Theologie in Breslau und anschließend in Sankt Georgen. Am 9. November 1942 empfing er durch den Bischof von Mainz, Albert Stohr, das Sakrament der Priesterweihe. Nach der Priesterweihe war er als Kaplan in Heilig Kreuz in Berlin-Wilmersdorf und von 1943 bis 1946 in der Pfarrei Dreifaltigkeit in Berlin-Friedrichshain, wo er auch das Kriegsende erlebte, das er als besonders prägend beschrieb.

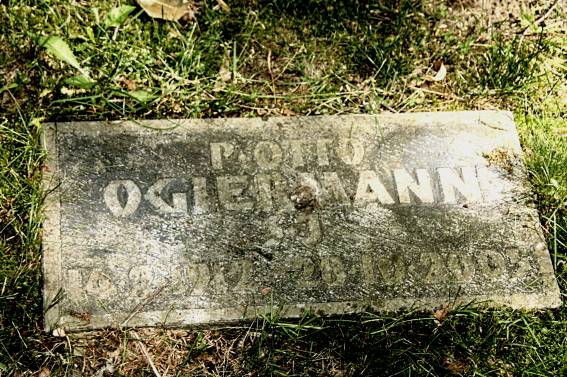
Grabstein auf dem Hedwigsfriedhof in Berlin-Reinickendorf

Bis 1950 beendete Ogiermann seine theologischen Studien in Pullach, war anschließend in Dresden und Erfurt tätig und verbrachte sein Tertiat in Kärnten. Ab 1952 gehörte er für mehr als 40 Jahre der Jesuitenkommunität in Leipzig an. Neben Arbeiten für den St. Benno Verlag war er als Prediger und Vortragsredner an über 150 Orten der DDR tätig. Er war zudem Exerzitienmeister und gestaltete Bildungsangebote. Seine zeitgeschichtlichen Studien über den katholischen Widerstand gegen den Nationalsozialismus fanden unter anderem in Veröffentlichungen über den Jesuiten Alfred Delp und Bernhard Lichtenberg ihren Ausdruck. Seine Lichtenberg-Biographie Bis zum letzten Atemzug war viele Jahre das Standardwerk über den Berliner Dompropst, erlebte in der DDR vier Auflagen sowie je eine in der Bundesrepublik und in italienischer Übersetzung.
Seit 1994 lebte er im Peter-Faber-Kolleg seines Ordens in Berlin-Kladow. Sein Grab befindet sich in der Grablege der Jesuiten auf dem Hedwigsfriedhof in Berlin-Reinickendorf.

## Veröffentlichungen (Auswahl)
- In Gottes Kraft. Pater Delps Blutzeugnis. Leipzig 1964 (Neudruck 1965).
- In Freiheit und in Fesseln. Ein Vermächtnis. Alfred Delp. (Hrsg.) Leipzig 1966.
- Bis zum letzten Atemzug. Der Prozess gegen Bernhard Lichtenberg. Leipzig 1968. (4. Auflage 1983)
- Mitten unter uns: Franz von Assisi. Leipzig 1976.
- Carlo Carretto: Denn du bist mein Vater. Bekenntnis eines Lebens. (Hrsg.) Leipzig 1980.
- Kein Tod kann uns töten. Alfred Delp – Denker und Mahner in dunkler Zeit. (Hrsg.) Leipzig 1986. ISBN 978-3-7462-0026-2.